# Nordenfelt (submarino)
Los cuatro buques sumergibles Nordenfelt propulsados a vapor de la década de 1880, estaban a medio camino entre los sumergibles de propulsión humana de la guerra civil estadounidense, y los equipados con motores de gasolina y diésel de la década de 1900. Gran parte de su tecnología fue muy avanzada. Sin embargo, por lo general, no se les consideró una propuesta apta para el servicio.

## Historia
De las conversaciones entre Thorsten Nordenfelt y el maestro mecánico, inventor (y pastor anglicano) George Garrett se llevó a la producción de una serie de sumergibles propulsados por máquinas de vapor. La clave de la propulsión submarina consistía en que parte del vapor generado navegando en superficie se almacenaba en dos grandes tanques de 4 t que se soltaba lentamente para accionar la máquina de vapor cuando el barco se sumergía. En teoría, era un concepto muy simple y utilizaba tecnología disponible en ese momento. En la práctica, permanecer en el interior del submarino extremadamente pequeño era casi intolerable. Desafortunadamente, el submarino se hundió antes de que la Royal Navy pudiera probarlo. El industrial de origen sueco T. Nordenfelt financió el desarrollo de los barcos posteriores y les puso su nombre; incluso inscribió la patente de ellos a su propio nombre.

## Nordenfelt I  (1884)
El primero fue el Nordenfelt I, de 55/60 tn y 19,5 m de eslora; era un buque similar al Resurgam (1879) de Garret, con una autonomía de 14 millas náuticas (26 km) y el primero en ir equipado con el torpedo Whitehead que se lanzaba desde un tubo montado en una carcasa externa en la proa y una ametralladora Nordenfelt 25,4 x 99 R Nordenfelt-Palmcrantz. Fue fabricado en los talleres de la fundición sueca J. & CG Bolinders Mekaniska Verkstads en Kungsholmen, Estocolmo en 1884-1885. Como el Resurgam, navegaba en superficie mediante una máquina de vapor tipo locomotora sistema Lamm de 100 hp con una caldera acuotubular de retorno cilíndrica, consiguiendo una velocidad máxima de 8-9 nudos. El diseño estaba muy cerca de la primera patente de Nordenfelt de 1882 con una forma aerodinámica con proa y popa puntiagudas. Contaba con unas inusuales hélices descendentes montadas en los costados para el control de la profundidad.  Realizó una demostración internacional de su buque en El Sund, presenciada por el rey Christian IX de Dinamarca su yerno, el Príncipe de Gales, la Zarina de Rusia y otras  distinguidas personalidades. También estuvieron presentes oficiales navales y militares de casi toda Europa, de Japón y Brasil; pero las grandes potencias no se interesaron por el mismo; sin embargo, las naciones menores, deseosas de aumentar su prestigio, presentaban mejores posibilidades comerciales.
De este modo, y con la promesa de facilidades de pago, el "hombre de negocios" Basil Zaharoff logró vender por 9000 libras esterlinas el primer sumergible a los griegos y fue entregado en la Base Naval de Salamina en 1886. Tras las pruebas de aceptación, se constató que el barco podía sumergirse y salir a la superficie, pero por lo demás resultó insatisfactorio. La caldera tardaba como mínimo 12 horas (si no 3 días) en alcanzar la presión suficiente para poder zarpar. El motivo, se debía a que el exterior del barco actuaba como disipador de calor; una vez listo, el interior del sumergible estaba increíblemente caliente y desagradable por dentro y había una amenaza de emisiones de monóxido de carbono; por lo que nunca fue usado de nuevo por la marina helénica y fue desguazado en 1901.

## Nordenfelt II y III (1887/8)

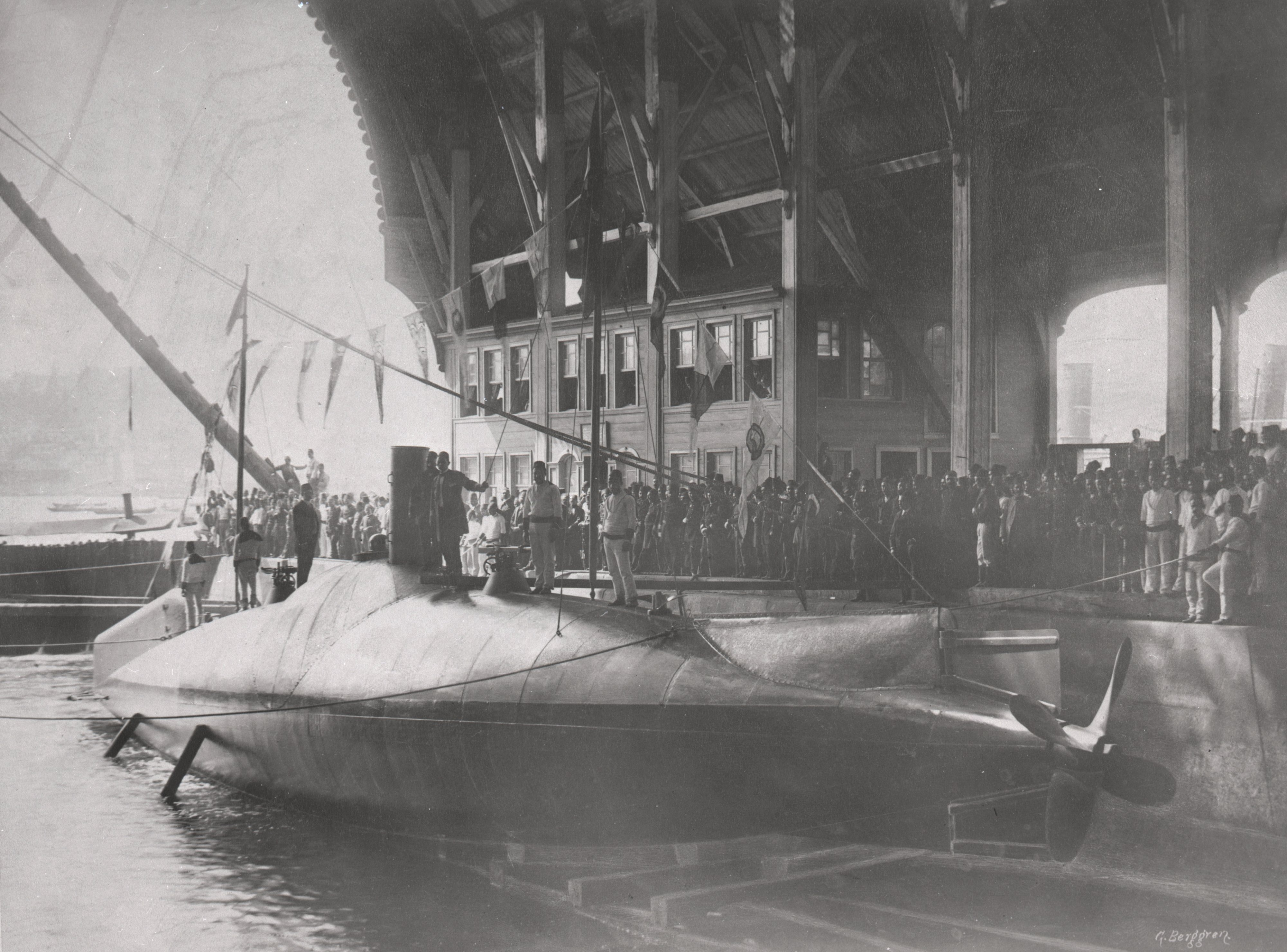
El, probablemente Abdül Hamid (Nordenfelt II), hacia 1886. Foto de Guillaume Berggren

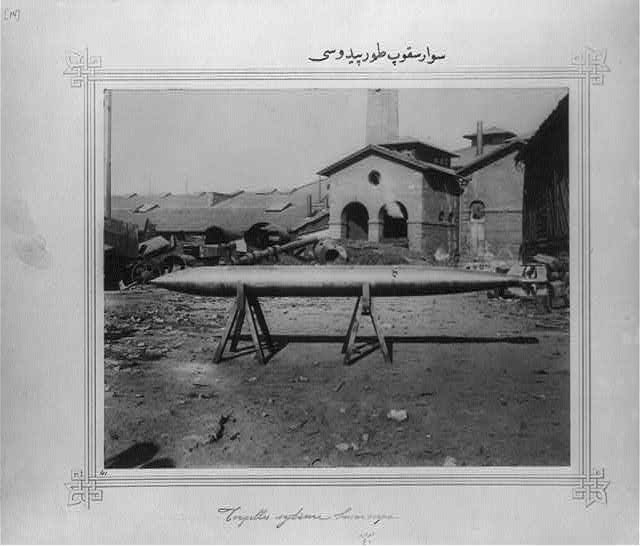
Torpedo Whitehead 356 mm

El Imperio Otomano llevó a cabo diversas modernizaciones militares como resultado de la aparición de nuevas tecnologías en el siglo XIX. El sultán Abdul Hamid II dio instrucciones al ministro de Marina (Bahriye Nazırı), Bozcaadalı Hasan Hüsnü Paşa , para la adquisición de estos nuevos barcos para la Armada Otomana; el interés griego en comprar un buque sumergible también fue un factor que llevó al sultán a comprar estos barcos para establecer una armada más poderosa para proteger sus intereses en el Egeo.
Gracias a los esfuerzos de relaciones públicas y contactos de todo tipo de nuevo de B. Zaharoff, el gobierno del Imperio Otomano, eterno rival de Grecia solicitó rápidamente dos sumergibles Nordenfelt para su armada; estos iban a ser más grandes y llevar el doble de torpedos y ametralladoras.
Fueron construidos en dos astilleros diferentes en el Reino Unido. El Nordenfelt II se construyó en los astilleros Vickers en Barrow-in-Furness. El Nordenfelt III se construyó en Des Vignes, Steam Launch Builder en Chertsey. Los dos barcos se iniciaron en 1886 y se botaron en 1887. Luego se enviaron en secciones a Constantinopla (Estambul) y se reensamblaron en el Astillero Naval de Taşkızak. 
En el servicio otomano, el Nordenfelt II se convirtió en Abdül Hamid y el Nordenfelt III se convirtió en Abdül Mecid.
Estos buques estaban propulsados por una máquina de vapor tipo locomotora Lamm de 250 hp que movía una única hélice. Llevaba dos tubos para torpedos Whitehead de 356 mm y dos ametralladoras Nordenfelt. 
Podía transportar un total de 8 t de carbón y sumergirse a una profundidad de prueba de 49 m (160 pies). Medía 30,5 m de largo y 6 m de ancho y pesaba 176 t. Tenía una tripulación normal de siete. Tenía una velocidad máxima en superficie de 9 nudos y de 4 nudos mientras estaba sumergido.
Para proceder a la inmersión, la tripulación tenía que cerrar la caldera y bajar la chimenea. Los tanques de aire que se presurizaron mientras navegaban en la superficie se utilizaron para propulsar los barcos una corta distancia bajo el agua, lo que les permitió permanecer sumergidos durante solo unos minutos. Tenían dos tubos de torpedos, en la parte superior de la proa.
El Abdül Hamid fue botado el 6 de septiembre de 1886 contando con la asistencia de muchos dignatarios internacionales alineados a lo largo del Cuerno de Oro. Las pruebas iniciales de inmersión se llevaron a cabo el 5 de febrero de 1887. Se intentaron tres inmersiones con éxito, de 20 segundos cada una, y solo la cabina del navegador hemisférico permaneció por encima del agua. En otra prueba realizada a principios de 1888, el submarino pudo navegar a través de las fuertes corrientes alrededor del Seraglio Point , alcanzando una velocidad de hasta 10 nudos, y hundió con éxito un viejo barco objetivo con un solo torpedo. Después de realizar más pruebas en la base naval de Izmit, se unieron oficialmente a la Armada Otomana en una ceremonia de entrega de bandera el 24 de marzo de 1888.
El Abdül Hamid fue puesto a prueba en 1888 ante la presencia del Sultán en Constantinopla (Estambul). Demostró ser capaz de hacer 10 nudos y, al llegar semisumergido y luego completamente sumergido, hundió un viejo barco objetivo; al hacerlo, se convirtió en el primer submarino del mundo en disparar un torpedo bajo el agua, hundiendo su objetivo.
Estos sumergibles demostraron su utilidad cuando operaban en superficie o semisumergidos pero no cuando estaban completamente sumergidos. Su enfoque impulsado por propulsión a vapor resultó ser completamente inadecuado para la navegación submarina. Crónicamente inestables, fallaban en las más simples maniobras submarinas. Los barcos resultaron no ser dignos para la acción, ya que su velocidad y alcance (sumergido) eran limitados en el mejor de los casos, y estaban mal equilibrados, lo que empeoraba aún más al disparar un torpedo. Por ello, al igual que los griegos, los turcos no pudieron hacer de sus nuevos sumergibles una realidad operativa. Eran demasiado difíciles de mantener y no consiguieron entrenar en condiciones a las tripulaciones, por lo que los barcos nunca entraron realmente en servicio activo. Se informó que los Abdül Hamid y Abdül Mecid estaban inservibles en 1909; aun así, todavía figuraban como teóricamente activos en la flota otomana con base en Estambul en 1914; en ese año, la Misión Militar Alemana en Turquía consideró brevemente el uso de los submarinos en la defensa portuaria, pero se descubrió que sus cascos estaban muy corroídos.

## Nordenfelt IV (1888)
Los esfuerzos de Nordenfelt culminaron en 1887 con el Nordenfelt IV de 38’1 m y 270 t. Construido en Barrow-in-Furness para la Armada Imperial Rusa, era mucho más grande que los modelos anteriores. La forma del casco perdió los extremos puntiagudos, para en su lugar tener proa y popa de cuchillo. Tenía dos tubos de torpedos integrados en la proa. Estaba propulsado por dos máquinas de vapor, con dos chimeneas; las hélices verticales "descendentes" todavía estaban presentes pero montadas más adelante y atrás, y por debajo de la línea de flotación. Tenía dos torres de mando que, debido a que era anterior a los periscopios normales, tenían que estar por encima del agua durante la carrera de ataque del torpedo. Estaban blindados contra el fuego de las ametralladoras. Ya en las pruebas resultó muy inestable, sin embargo, fue enviado; y encalló cuando era remolcado en su viaje de entrega en la costa de Jutlandia el 8 de septiembre de 1888. Cuando los rusos se negaron a pagar por él, fue desechado y vendido como chatarra.

## Tabla características

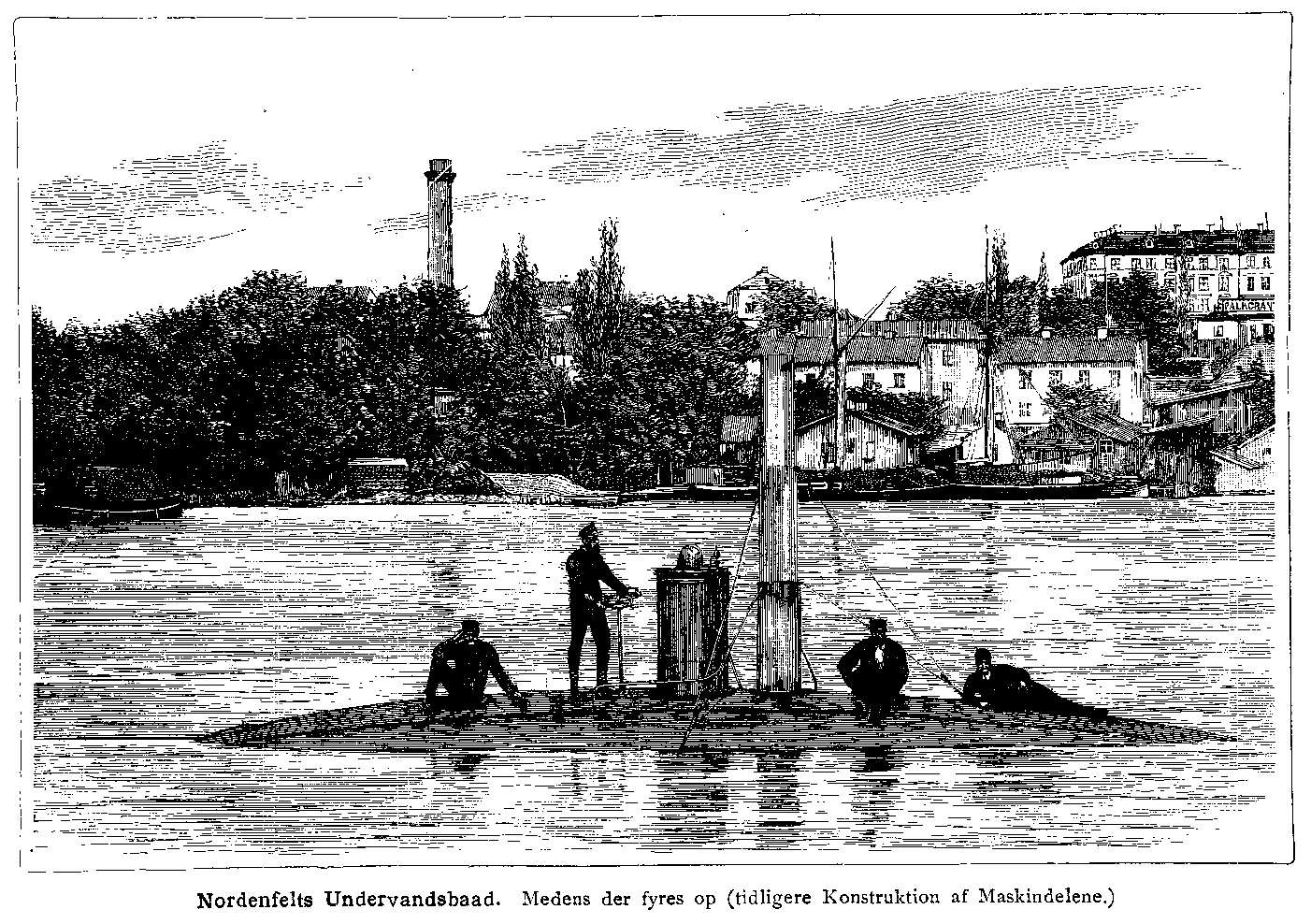
Ilustración el 4 de octubre de 1885 en el semanario danés Illustreret Tidende de un sumergible Nordenfelt

|                   | Desplazamiento | Eslora/Manga | Máquinas | Tubos torpedo        | Ametralladoras       | Tripulación |
| ----------------- | -------------- | ------------ | -------- | -------------------- | -------------------- | ----------- |
| Nordenfelt I      | 55-60 t        | 19,5/2,70 m  | 1 Lamm   | 1 Whitehead (356 mm) | 1 Nordenfelt 25,4 mm | 5           |
| Nordenfelt II/III | 176 t          | 30/6 m       | 1 Lamm   | 2 Whitehead (356 mm) | 2 Nordenfelt 25,4 mm | 7           |
| Nordenfelt IV     | 270 t          | 38 m         | 2        | 2 S/D                | S/D                  | 9           |